# Dům U Červeného jelena
Dům U Červeného jelena (také U Černého jelena, U Zlaté konvice, U Tyrallů) je bytový, původně měšťanský dům v Praze na Malé Straně, s podloubím a severní fasádou do Malostranského náměstí č.p. 265/6 a s jižní fasádou do ulice Tržiště, rovněž č.p. 265/6. Od roku 1964 je zapsán do státního seznamu kulturních památek.

## Historie a popis
Nad gotickým jádrem byl postaven v 17. století renesanční objekt, z něhož se zachovala původní dispozice obytného domu s mázhausem. Majitelé objektu se měnili, stejně jako domovní znamení (žádné se nedochovalo: v letech 1567 a 1653 je zaznamenáno U červeného (nebo černého) jelena, v letech 1870 a 1891 U zlaté konvice). Na sklonku 17. století měl dům jméno podle tehdejšího majitele Tyralla z Treuburku, úředníka zemských desk. V roce 1779 koupil dům Ignác Jan Palliardi, následně jej klasicistně přestavěl a využíval pro svou rodinu; ve vlastnictví rodiny Palliardi zůstal dům až do roku 1896, kdy zemřel rada zemského soudu a pražský měšťan Karel Ignác Palliardi (1825–1896), který dům odkázal městu Praha. Z výnosu měla být financována nadace na podporu malostranských chudých a na cestovní stipendia pro studenty středních škol; podle závěti jsou také na obou průčelích domu pamětní desky s nápisem „Nadační dům Karla a Karolíny Palliardi“.
Řadový dům leží na parcele prostupující celým blokem domů. Hlavní severní budova s průčelím do Malostranského náměstí je třípatrová, se šesti pravidelně uspořádanými okenními osami. Okna v prvním a druhém patře mají suprafenestry. V parteru jsou dva oblouky loubí, na pilíři mezi nimi je zmíněná pamětní deska.
Mezi přední (severní) a zadní (jižní) budovou je spojovací křídlo a úzký dvorek.
Jižní budova s průčelím do Tržiště je kvůli klesajícímu terénu čtyřpatrová, s jednodušší fasádou o třech osách. V přízemí je uprostřed vchod, vpravo výkladec a vlevo vjezd. V 1. patře je mezi levým a středním oknem i na této fasádě pamětní deska oznamující, že se jedná o nadační dům.
V majetku města je již pouze menší část domu, větší část vlastní soukromé osoby a firmy.

## Galerie

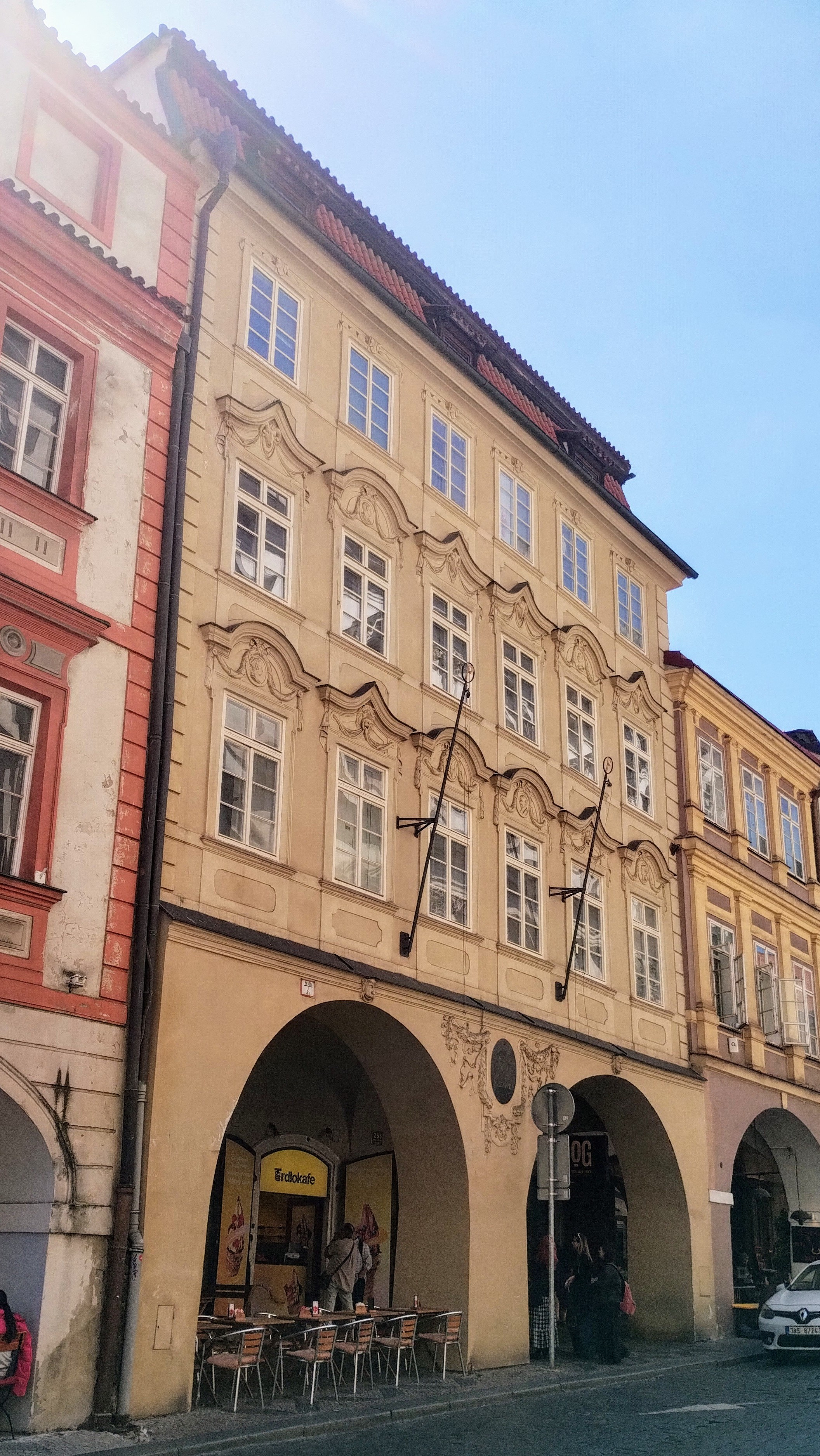
Dům U Červeného jelena (2025)
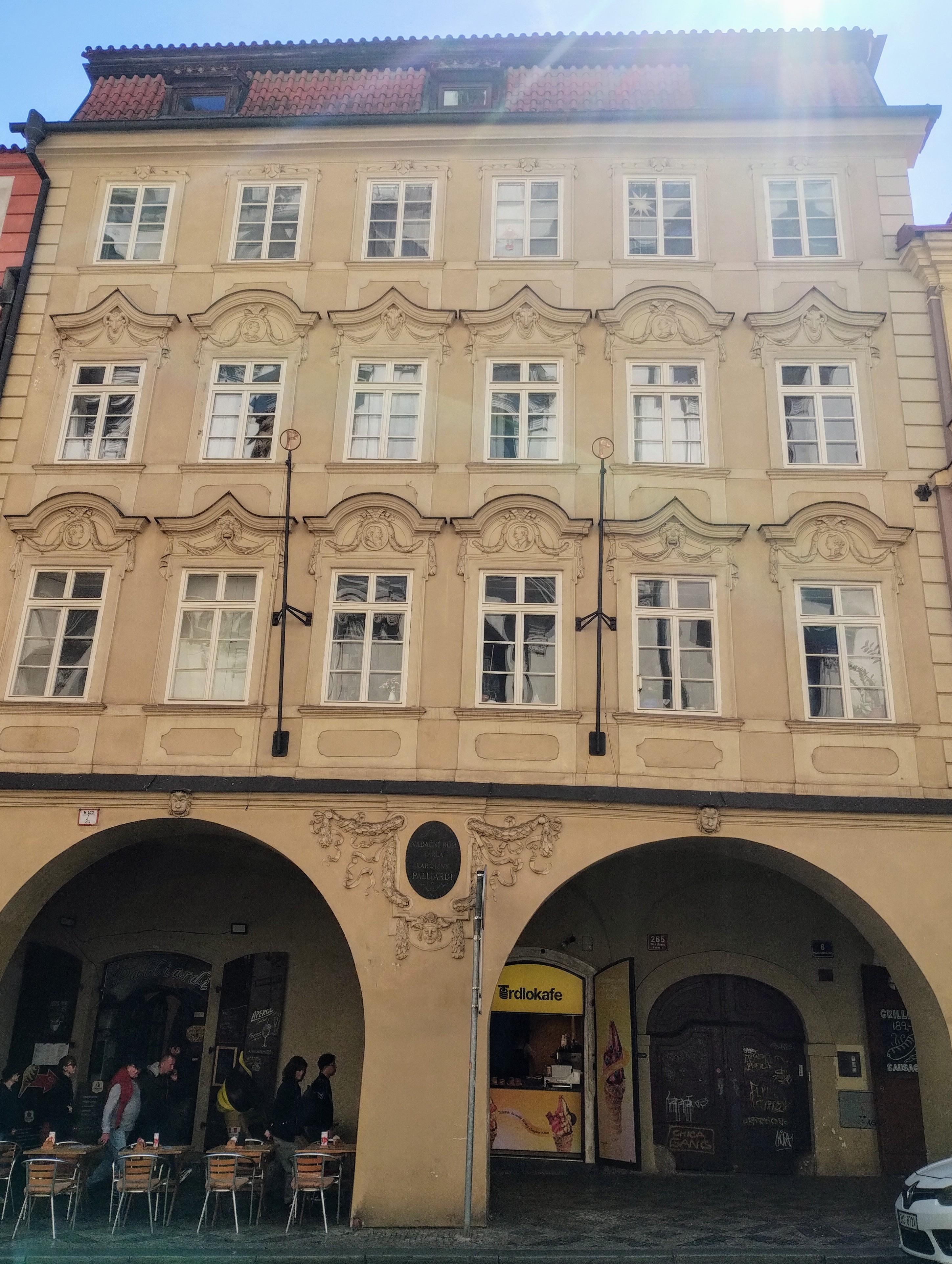
Dům U Červeného jelena (2025)
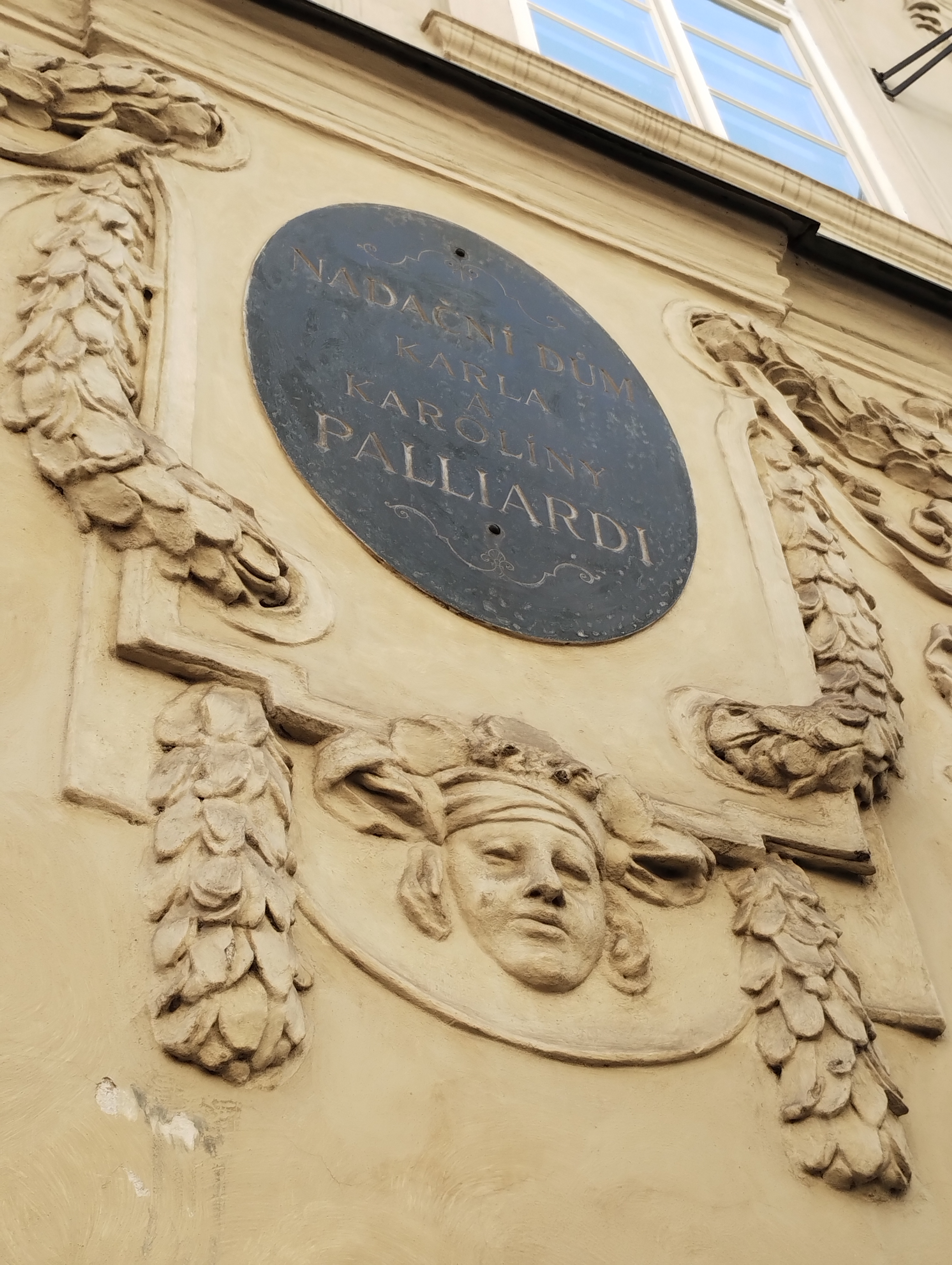
Deska "Nadační dům Karla a Karoliny Palliardi" na Domě U Červeného jelena
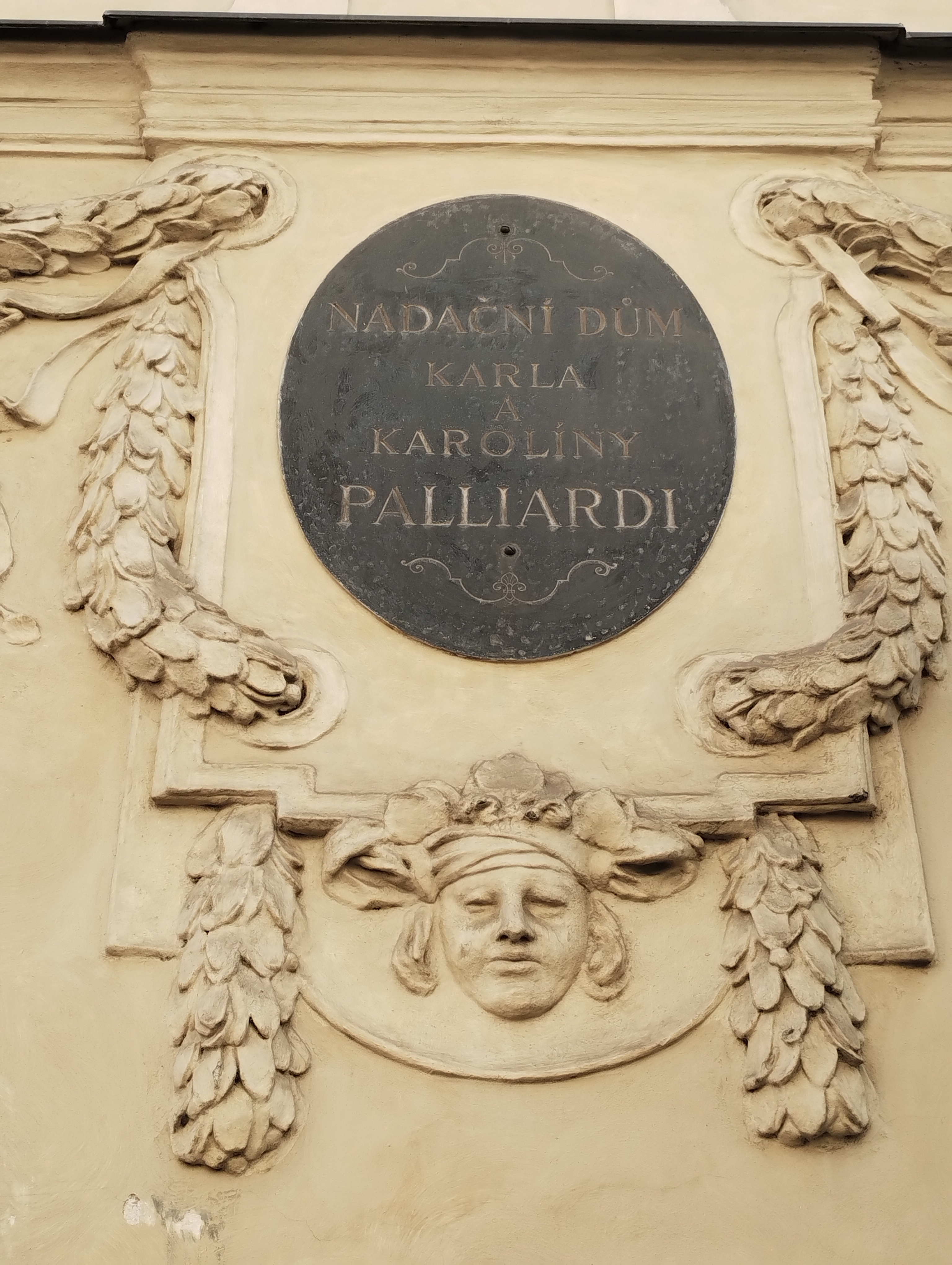
Deska "Nadační dům Karla a Karoliny Palliardi" na Domě U Červeného jelena